# Garrafa

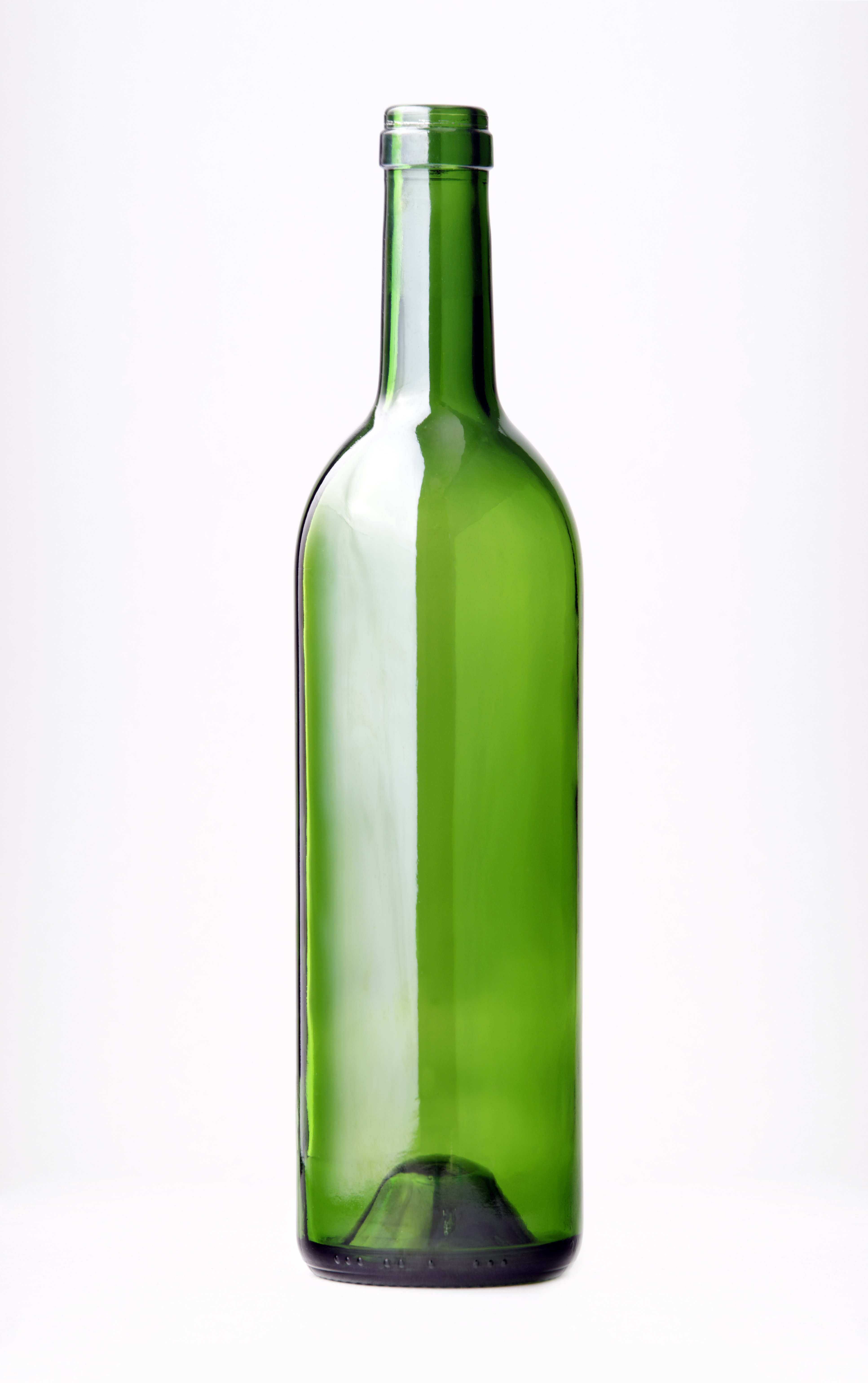
Garrafa

Garrafa é um recipiente com o gargalo mais estreito que o corpo, com a finalidade de reter líquidos tais como água, refrigerante, vinho, cerveja, leite etc. Uma grande parcela das garrafas é feita de vidro ou pedra , mas também podem ser de porcelana, metal e outros materiais.

## História das garrafas no Brasil
A primeira fábrica brasileira de garrafas de vidro foi implantada em 1810 na Bahia por Francisco Ignácio da Siqueira Nobre. A cachaça era tradicionalmente transportada em barris de madeira, mas, no início do século XIX, há relatos de cachaça em garrafa, não estando claro no entanto se eram recipientes reutilizados de bebidas importadas ou se eram produzidos no país. A cachaça Ypióca iniciou o envasamento em garrafas de vidro em 1895, mas a lei que obrigou todos os produtores a utilizar este tipo de recipiente foi promulgada apenas em 24 de setembro de 1938.

## Etimologia
Não há completa certeza, mas parece vir do Árabe garaba, “recipiente para transporte de líquidos”